# Le Garçon qui venait du ciel
Pour plus de détails, voir Fiche technique et Distribution.
Le Garçon qui venait du ciel, aussi titré Le Grand Rêve (The Heavenly Kid), est un film américain réalisé par Cary Medoway et sorti en 1985.

## Synopsis
Début des années 1960. Parce que Joe Barnes a flirté avec sa petite amie Emily, Bobby Fontana, un jeune blouson noir, le met au défi de conduire chacun une vieille voiture vers un précipice et de sauter hors du véhicule le plus tard possible. Joe y parvient mais Bobby se retrouve coincé et meurt dans la chute de son véhicule.
Bobby se réveille dans une rame de métro qui s'arrête à une station où se trouve un immense escalator menant vers une grande lumière blanche, le Paradis. Bobby se voit refuser l'entrée, et un motard dénommé Rafferty l'informe qu'il n'est pas encore prêt et qu'il devra d'abord remplir une mission avant de pouvoir entrer au Paradis. Après avoir passé plusieurs années au Purgatoire, Bobby retourne sur Terre pour être l'ami et l'ange gardien de Lenny, un étudiant prometteur mais souvent raillé par ses camarades, et en particulier deux fripouilles, Fred et Bill. Cependant, Bobby a pour consigne de ne se montrer qu'à Lenny et à personne d'autre.
Bobby commence par aider Lenny en le relookant et en l'aidant à faire face à Fred et Bill, et à gagner l'affection de la plus belle fille de l'école, Sharon. Mais Bobby réalise bientôt que son intervention laisse à désirer car Lenny commence à sa rebeller contre tout le monde, y compris contre ses parents. Et surtout il réalise que la mère de Lenny n'est autre qu'Emily, son amour de jeunesse, qui s'est mariée à Joe. Brisant les règles divines, Bobby apparaît aux yeux d'Emily pour lui avouer son amour. Emily lui apprend qu'il est le père de Lenny.
C'est cette fois Lenny qui est mis au défi par Fred, l'ex-petit ami de Sharon. Ayant lu dans l'agenda de Rafferty que Lenny devait mourir le jour même, Bobby propose d'échanger son âme contre la vie sauve de son fils. Bobby rejoint Lenny au volant mais celui-ci se retrouve coincé dans la voiture qui tombe dans le précipice. Lenny est sauvé par son ange gardien et ils escaladent le précipice ensemble. Lenny est accueilli par son amie Melissa qui était secrètement amoureuse de lui tandis qu'il ne s'intéressait qu'à Sharon.
Après avoir fait ses adieux à Lenny, Bobby retrouve Rafferty et lui fait savoir qu'il est prêt à aller en Enfer pour avoir désobéi aux ordres divins. Mais Rafferty lui apprend qu'il a gagné son entrée au Paradis car il était prêt à sacrifier son âme pour sauver une autre vie. Lenny et Melissa regardent Bobby et Rafferty s'envoler à moto. Bobby emprunte finalement l'escalator menant au Paradis.

## Fiche technique
- Titre français : Le Garçon qui venait du ciel
- Titre original : The Heavenly Kid
- Réalisation : Cary Medoway
- Scénario : Cary Medoway et Martin Copeland
- Musique : Kennard Ramsey
- Photographie : Steven Poster
- Montage : Christopher Greenbury
- Date de sortie :
  - États-Unis : 26 juillet 1985

## Distribution
- Lewis Smith : Bobby Fantana
- Jason Gedrick (VF : Éric Etcheverry) : Lenny Barnes
- Jane Kaczmarek : Emily Barnes, la mère de Lenny
- Richard Mulligan : Rafferty, l'ange motard
- Mark Metcalf : Joe Barnes, le père de Lenny
- Beau Dremann (VF : Jérôme Rebbot) : McIntyre / Bill
- Stephen Gregory (VF : Luq Hamet) : Fred Gallo
- Anne Sawyer : Sharon
- Nancy Valen : Melissa, l'amie de Lenny
- Will Knickerbocker : Max

ainsi que
- Lynne Griffin : une serveuse
- Christopher Greenbury : l'homme au hot-dog